# 巴拉望島
巴拉望島（英語：Palawan Island），是菲律宾西南部的狹長形島嶼，行政上屬於巴拉望省。大部份區域仍未開發，生物資源豐富。

## 地理
西瀕南海（西菲律賓海），東臨蘇祿海。面積約12,189平方公里，是菲律賓第五大島（仅次於呂宋島、民答那峨島、薩馬島及內格羅斯島）。島上最高峰為Mt. Mantalingajan，海拔2,085（6,841英尺）。
巴拉望島是菲律賓境內少數沒有火山的島嶼。

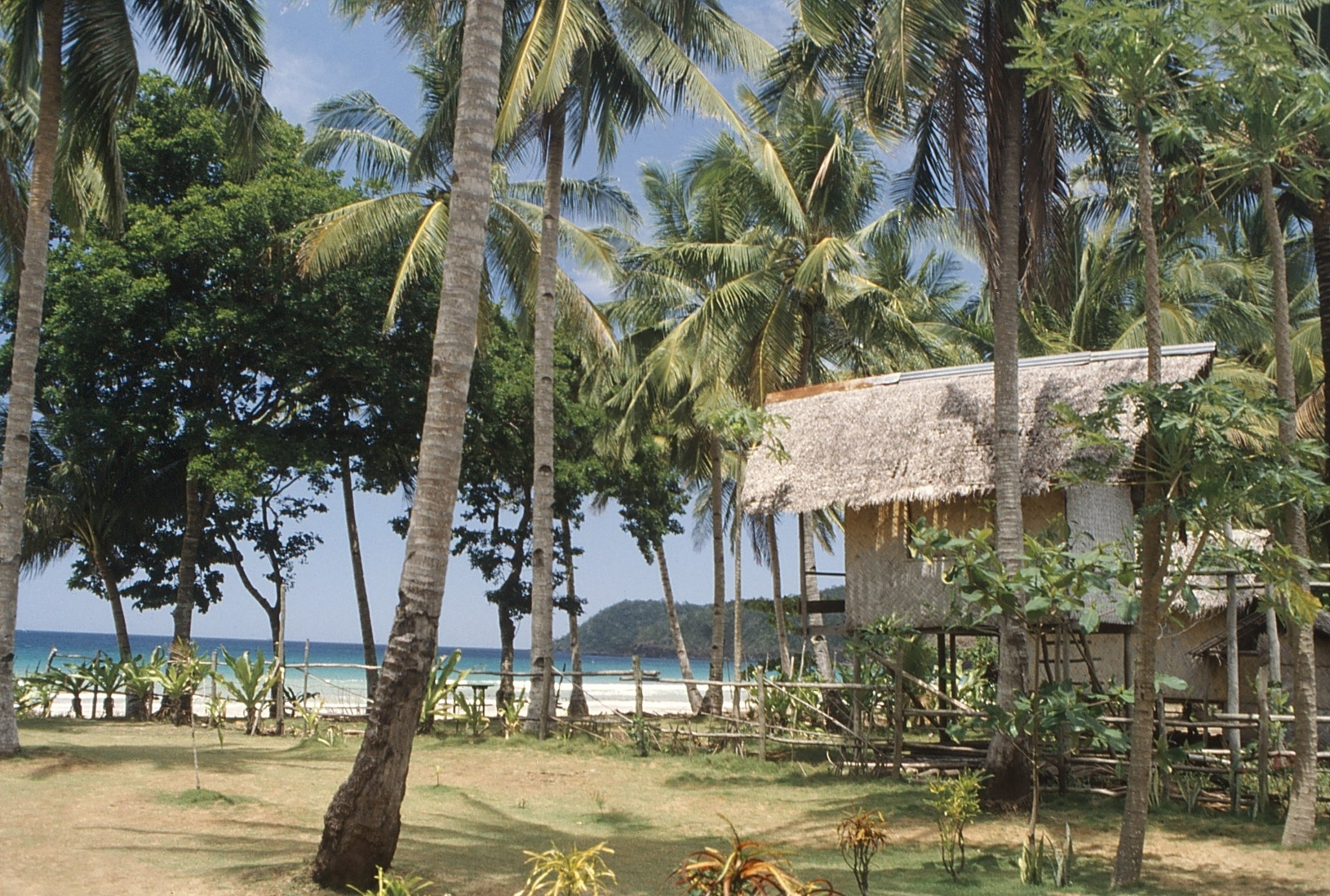
熱帶小屋
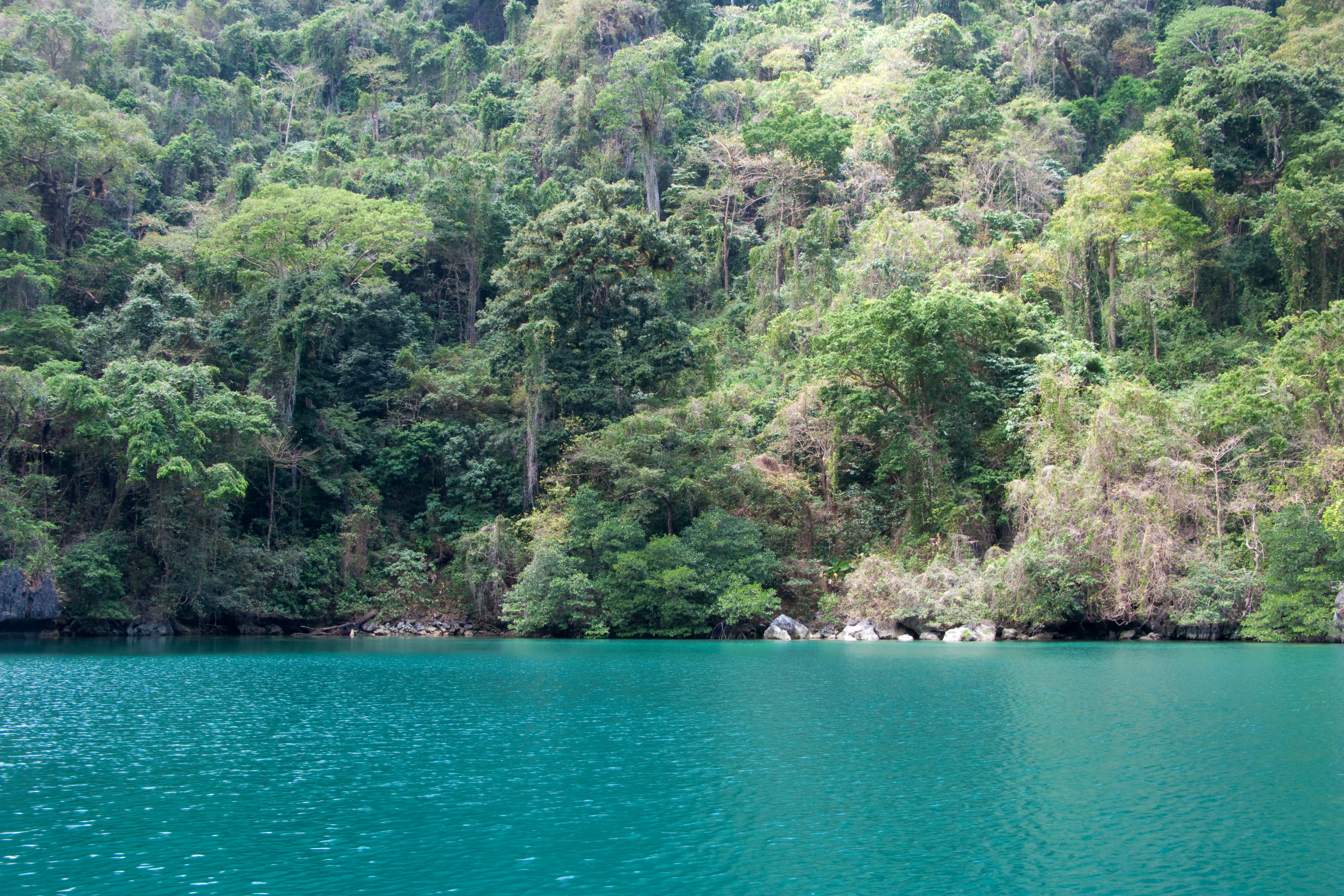
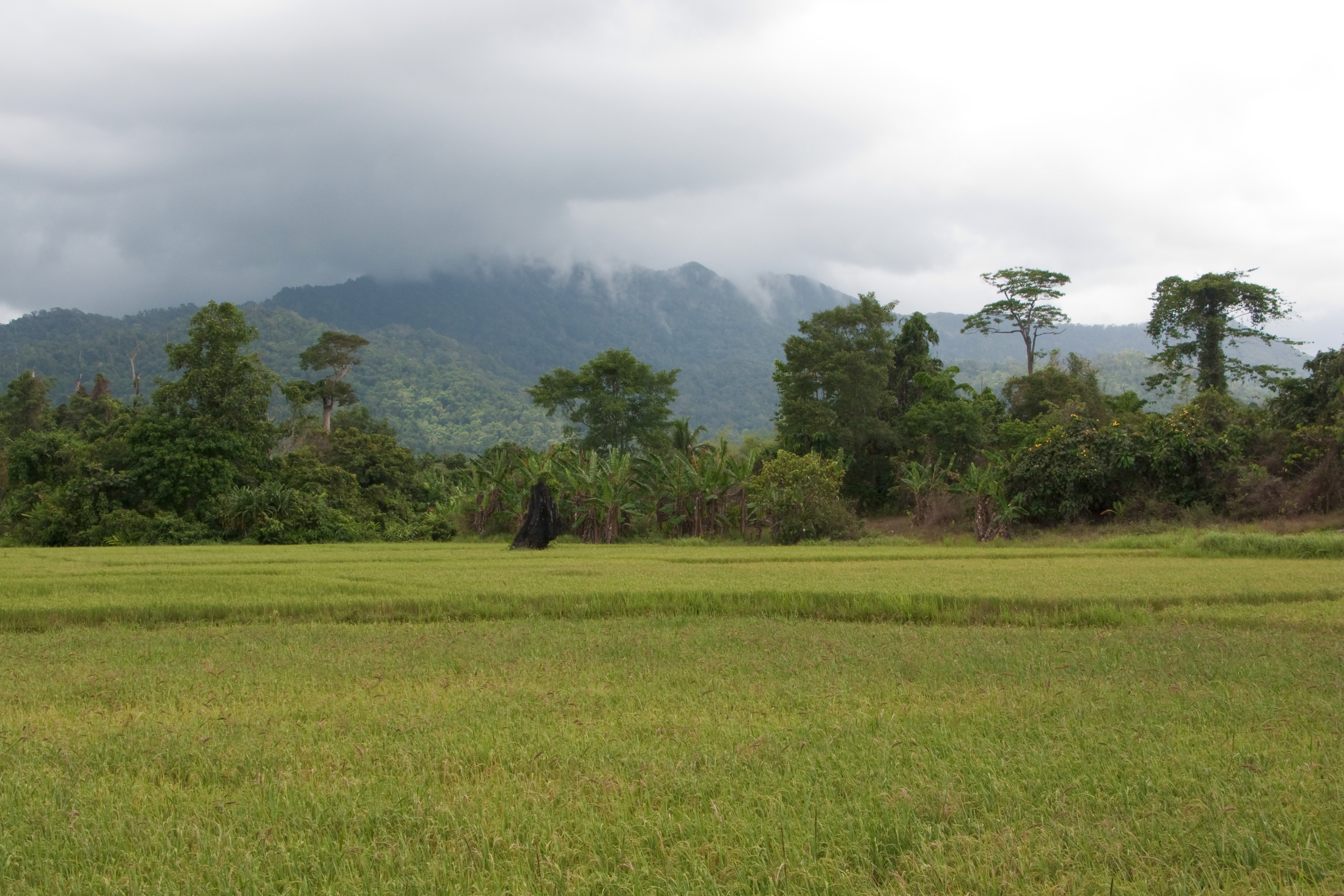
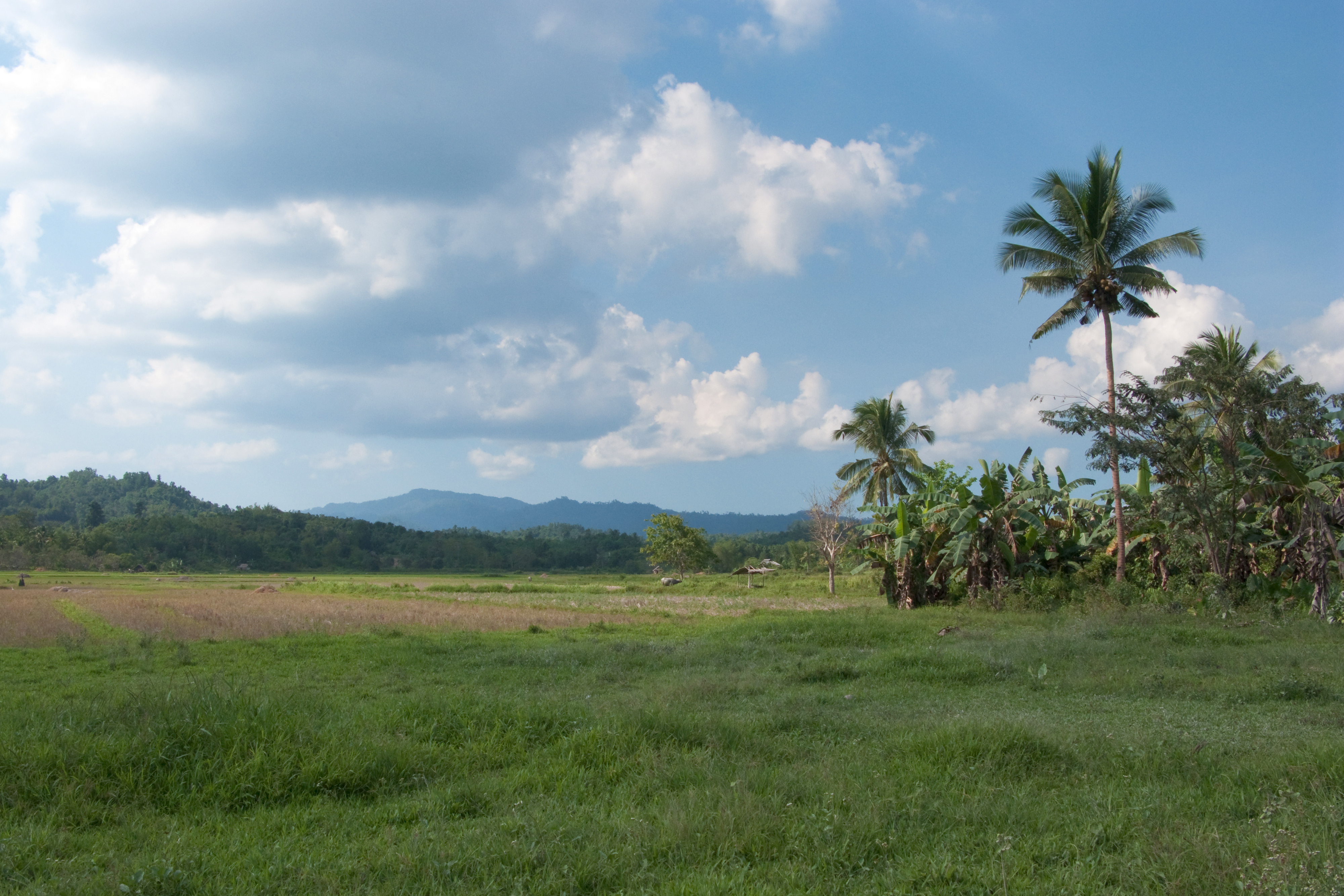
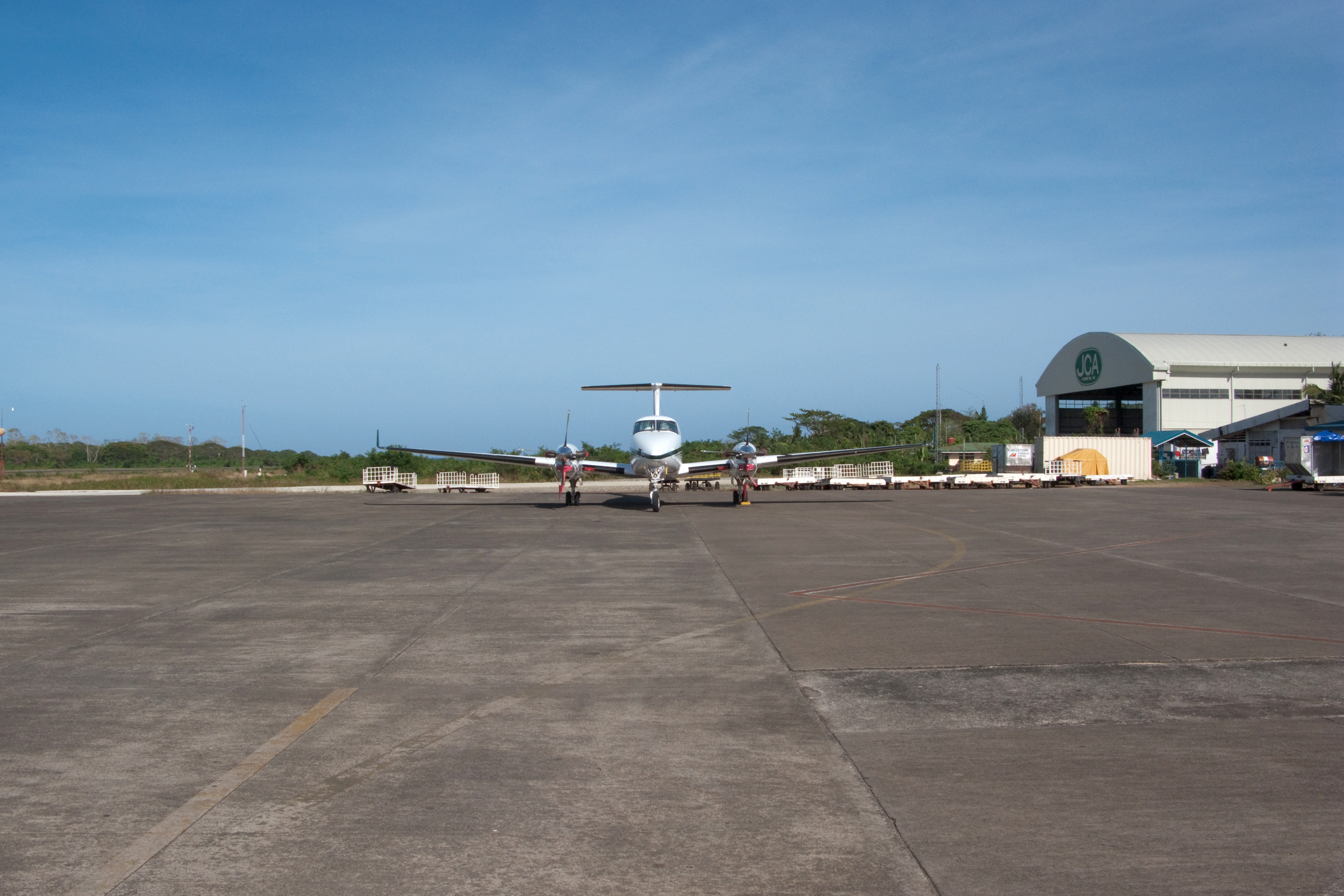
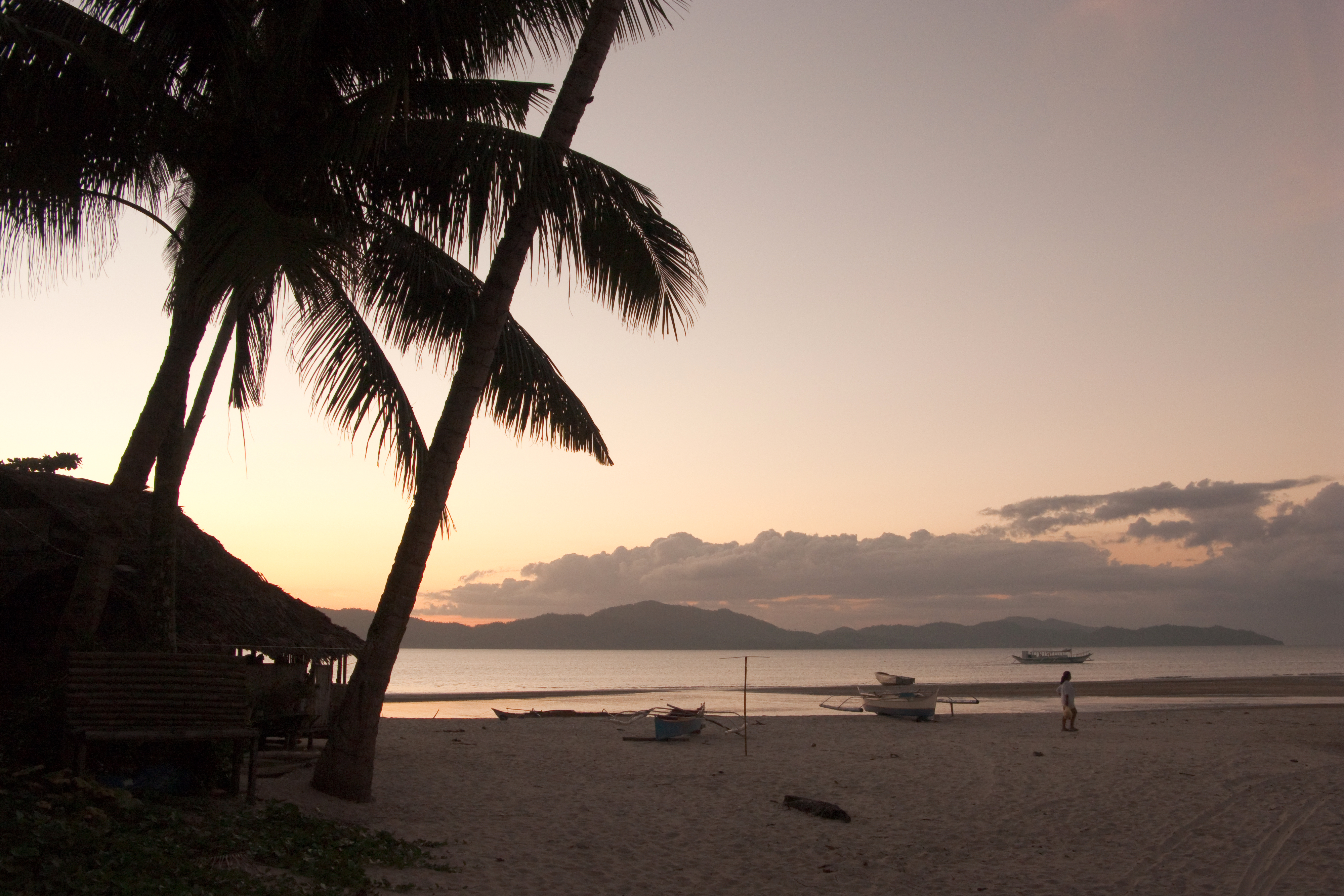

## 歷史
1944年10月23日，栗田健男中將率領的日軍第二艦隊在巴拉望島西面被美軍潛艇發現，栗田的旗艦愛宕號重巡洋艦，摩耶號重巡洋艦被美軍鏢鱸號和鰷魚號潛艇擊沉。
1945年2月28日至4月22日巴拉望島戰役爆發，美軍奪取巴拉望島。

## 生態
巴拉望島是菲律賓諸島中，唯一曾經和亞洲大陸（在冰河時期）相連的島嶼，而且與菲律賓本土一直保持分離，因此生態與菲律賓其他島嶼有相當的差異，與巽他陸棚（特別是婆羅洲）的生物相較相似。

## 軼事
2025年初，中國的社交媒體（如抖音、微博、小红书）上開始大規模流傳無證據的言論，聲稱菲律賓巴拉望島曾是中國領土的一部分，被稱為「鄭和島」，也有者聲稱中國政府已經「恢復」了鄭和島的名稱。實際上巴拉望島在歷史上從未有過「鄭和島」之稱，中國官方也從未曾聲索過巴拉望島的主權。不過，菲律賓的政府機構仍對此流言進行公開駁斥。

## 延伸阅读
- Hall, R., and J. D. Holloway (editors). 1998. Biogeography and geological evolution of SE Asia. Leiden: Backhuys Publishers. pp 417.
- Dickinson, E. C., R. S. Kennedy, and K. C. Parkes. 1991. The birds of the Philippines: an annotated check-list. British Ornithologists' Union (Checklist no. 12). Tring, UK.